# Château-Bas d'Aumelas
Le château bas d'Aumelas est un édifice construit à la fin du XVIe siècle sur l'emplacement d'un mas d'époque antérieure.
Ce monument recensé par l'Inventaire général du patrimoine culturel est situé à Aumelas, dans le département de l'Hérault.

## Historique
Originellement, la seigneurie d'Aumelas tient siège dans la forteresse féodale des XIe et XIVe siècles dominant le village. Durant la Guerre de Cent Ans, cet ensemble fortifié est gravement endommagé. Le logis seigneurial devient définitivement inhabitable à la Renaissance.
À la fin du XVIe siècle, le fief connaît un nouvel acquéreur nommé Bonnet. Celui-ci décide de transférer le logis et, sur les terrains lui appartenant, jette son dévolu sur une ferme située plus bas, à un kilomètre du « château haut ». Il y fait procéder à des aménagements et édifie, en 1595, le « château bas » que nous voyons aujourd'hui.

## Descriptif
Le gros-œuvre de l'édifice est en moellons calcaires recouvert en partie d'enduit à la chaux. Il est cantonné de deux tours presque engagées. Une triple génoise entoure le toit de tuiles creuses. À l'intérieur, une salle des gardes du XIVe siècle témoigne du mas antérieur. Un jardin de buis taillé accentue la grâce méditerranéenne de l'ensemble.
La propriété, louée régulièrement pour des évènements, est le centre d'une exploitation viticole.

## Situation légale
Le château appartient depuis plusieurs générations aux barons d'Albenas. Il fait l'objet d'un recensement à l'Inventaire général du patrimoine culturel
.